# さらっとしぼったオレンジ
さらっとしぼったオレンジは、ダイドードリンコが製造しているジュースである。

## 概要
1996年販売開始。ダイドードリンコの自動販売機を中心に販売されていた。オレンジ果実の房を細かくしたオレンジパルプと天然水を使用。国内飲料の売り上げのうち約半数をコーヒーが占める中で、中高生を中心に安定した人気を保ち続けた。490gのロング缶で製造され、パッケージは清涼感とすっきり感を表現するため、ホワイト・ブルー・オレンジの色が使われた。
2015年3月にはさらっとしぼったすりりんごを発売。
発売20周年にあたる2016年には秋冬限定商品の「ぎゅぎゅっとしぼったみかん」を姉妹商品として販売している。
2018年、ダイドードリンコの自動販売機商品のラインアップの見直しを図るため、製造中止が発表されたが、2019年3月12日に375gのボトル缶で販売再開が決定した。